# 오리온자리 분자운 복합체
오리온자리 분자운 복합체(Orion Molecular Cloud Complex), 또는 오리온자리 복합체(Orion Complex)는 오리온자리에 위치한 무정형 성운, 암흑 성운, 젊은 항성들로 이루어진 커다란 집단이다. 복합체는 지구에서 약 1,500 ~ 1,600 광년 떨어져 있으며, 그 크기는 수백 광년에 달한다. 복합체의 세부 부분들은 쌍안경이나 소형 망원경으로 관측이 가능하며, 오리온 성운 등의 부분들은 육안으로도 볼 수 있다.
이 복합체 속에는 암흑성운, 방출성운, 반사성운, 전리수소영역이 모두 들어 있으며, 밤하늘에서 볼 수 있는 항성 형성이 가장 활발한 영역이다.

## 복합체의 세부
- 오리온성운(메시에 42)
  - 드 모이란 성운(메시에 43)
- IC 434
  - 말머리 성운
- 바너드 루프
- 메시에 78 (반사성운)
- 오리온자리 분자운[2]
  - 오리온자리 분자운 1
  - 오리온자리 분자운 2
  - 오리온자리 분자운 3
  - 오리온자리 분자운 4
- 불꽃 성운(NGC 2024)
- 오리온자리 OB1 성협

## 같이 보기
- 폭주성